# Micrathyria coropinae
Micrathyria coropinae är en trollsländeart som beskrevs av Dirk Cornelis Geijskes 1963. Micrathyria coropinae ingår i släktet Micrathyria och familjen segeltrollsländor. IUCN kategoriserar arten globalt som starkt hotad. Inga underarter finns listade i Catalogue of Life.